# Complejo endorreico de Chiclana
El Complejo Endorreico de Chiclana incluye dos lagunas, denominadas Jeli y Montellano, situadas en el término municipal de Chiclana de la Frontera, en la Provincia de Cádiz (Andalucía, España), protegidas en 1987 mediante Ley del Parlamento de Andalucía como Reservas Integrales Zoológicas, declarando además una Zona Periférica de Protección que las envuelve. El Plan Rector de las Reservas Naturales de las Lagunas de Cádiz, publicado en 1991, adapta la denominación de la figura de protección Reserva Integral Zoológica a la de Reserva Natural y las agrupa bajo la denominación de Complejo Endorreico de Chiclana.
La superficie protegida total es de 567 ha. Su valor ecológico reside en ser punto vital para la conservación de avifauna lacustre autóctona (fochas, ánades, garcetas, garzas, rapaces...), destacando especies en peligro de extinción.
Igualmente, destaca en sus inmediaciones el yacimiento arqueológico El Fontanar

## Laguna de Jeli
Es esta la laguna de mayor extensión en el complejo endorreico de Chiclana, de aguas semipermanentes y de carácter dulce. Prueba de la estabilidad de sus aguas es la presencia de la especie sumergida perenne Myriophyllum spicatum, que forma rodales distribuidos por las zonas más profundas. Entre estos, con una distribución más homogénea, se encuentra la planta anual Zannichellia obtusifolia y algas de la familia caráceas. Respecto a las especies emergentes, la enea (Typha dominguensis ) es la especie más abundante, siendo generalmente la que ocupa las zonas más profundas. Entre ésta hay rodales de bayunco (Scirpus lacustris). En zonas poco profundas la castañuela coloniza fangos descubiertos.
El carrizo se encuentra en las zonas altas menos alteradas, estando en algunos casos afectado notablemente por el ganado, sobre todo en la zona este. El taraje (Tamarix canariensis ) ocupa dos niveles, uno situado entre la mancha de eneas, que se encuentra generalmente inundado, y otros en las zonas más altas. En la zona sur, tras la enea, aparece una franja estrecha de carrizos y por encima van colonizando la castañuela. La fuerte pendiente de esta zona hace que por encima encontremos a los juncos (Juncus acutus y Scirpus holoschoenus) mezclados con el matorral mediterráneo.
La laguna muestra un gradiente muy suave en dirección norte, en la desembocadura del arroyo. En zonas altas, por encima del cinturón de eneas o carrizos hay manchas de castañuela colonizando zonas descubiertas. En las inmediaciones del arroyo el junco marítimo (Juncus maritimus) ocupa una gran extensión.

## Laguna de Montellano
Situada muy próxima a la anterior, sus fondos se hallan tapizados por la especie sumergida espinosa Najas marina junto a Ruppia drepanensis, Zannichellia obtusifolia y Chara connivens. En el agua además hay zonas de carrizo y castañuela, que denotan su escasa profundidad.
La especie más abundante del cinturón perilagunar es, al igual que en la vecina Laguna de Jeli, la enea (Typha dominguensis). Existen también dos cinturones de tarajes; el primero, de Tamarix canariensis , se intercala con la enea llegando a ocupar en ocasiones buena parte de la superficie de aguas abiertas. El segundo cinturón está compuesto en parte por el taraje Tamarix gallica. Por fuera se encuentra la castañuela (Phragmites australis). Las zonas más degradadas, situadas en la mitad sur de la laguna, van siendo colonizadas por carrizos, habiendo desaparecido la franja superior de tarajes y apareciendo en su lugar un pastizal. Por encima del carrizo crece Juncus maritimus en una banda extensa en la orilla oeste, que evidencia un mejor estado de conservación.